# None So Live
None So Live è un disco dal vivo del gruppo canadese Cryptopsy, e venne pubblicato nel 2003. Venne pubblicato dopo che Mike DiSalvo lasciò il gruppo, e fu l'unico disco con Martin Lacroix alla voce.

## Tracce
1. Intro 	(1:56)
2. Crown of Horns 	(3:55)
3. White Worms 	(3:45)
4. We Bleed 	(6:21)
5. Open Face Surgery 	(4:30)
6. Cold Hate, Warm Blood 	(4:20)
7. Phobophile 	(4:41)
8. Shroud 	(4:20)
9. Graves of the Fathers 	(1:58)
10. Drum Solo 	(7:03) 	(Contains the remaining of Graves of the Fathers)
11. Defenestration 	(4:50)
12. Slit Your Guts 	(4:17)

## Formazione
- Martin Lacroix - voce
- Jon Levasseur - chitarra
- Alex Auburn - chitarra
- Eric Langlois - basso
- Flo Mounier - batteria